# Europeiska supercupen i handboll
Europeiska supercupen i handboll, på engelska EHF Champions Trophy, var en internationell europeisk handbollsturnering för klubblag som arrangerades av EHF. Turneringen startade 1979 och spelades fram till 1983 en gång per år. 1984-1995 var turneringen nerlagd. 1996 återupptogs turneringen och spelades en gång per år till och med 2008 då den återigen lades ner.
EHF Champions Trophy bestod under den sista perioden av två semifinaler, en final och en bronsmatch. Finalisterna i EHF Champions League (herrar) eller EHF Champions League (damer) , segraren i EHF-cupen och segraren i Cupvinnarcupen deltog. Turneringen spelas året därefter.

## Finalmatcher genom tiderna

### Damer
| År      | Vinnare                      | Tvåa                       | Resultat |
| ------- | ---------------------------- | -------------------------- | -------- |
| 1994/95 | GK Rotor Volgograd           | DVSC-Aquaticum             | 27 – 21  |
| 1995/96 | Podravka Dolcela             | TV Giessen Lützellinden    | 22 – 21  |
| 1996/97 | Mar Valencia                 | Istochnik Rostov           | 27 – 25  |
| 1997/98 | Ikast F.S.                   | Bækkelagets SK             | 25 – 24  |
| 1998/99 | Dunaferr SE                  | Bækkelagets SK             | 28 – 27  |
| 1999/00 | Hypo Niederösterreich        | Volgograd AKVA             | 27 – 24  |
| 2000/01 | Viborg HK                    | Motor Zaporoshje           | 23 – 22  |
| 2001/02 | Kometal Gjorce Petrov Skopje | Ikast-Bording EH           | 30 – 28  |
| 2002/03 | Krim Ljubljana               | Slagelse FH                | 33 – 28  |
| 2003/04 | Krim Ljubljana               | Hypo Niederösterreich      | 34 – 25  |
| 2005/06 | Viborg HK                    | RK Krim Mercator Ljubljana | 31 – 26  |
| 2006/07 | CS Oltchim Râmnicu Vâlcea    | Zvezda Zvenigorod          | 23 – 19  |
| 2007/08 | Zvezda Zvenigorod            | Hypo Niederösterreich      | 28 – 27  |

### Herrar
| År   | Spelplats   | Vinnare              | Tvåa                  | Resultat      |
| ---- | ----------- | -------------------- | --------------------- | ------------- |
| 1979 | Dortmund    | VfL Gummersbach      | TV Grosswallstadt     | 14–9          |
| 1980 | München     | TV Grosswallstadt    | C.BM Calpisa Alicante | 19–15         |
| 1981 | Dortmund    | SC Magdeburg         | TuS Nettelstedt       | 24–19         |
| 1982 | Rostock     | SC Empor Rostock     | SC Honvéd Budapest    | 31–27 (e.fl.) |
| 1983 | Dortmund    | VfL Gummersbach      | SKA Minsk             | 17–16         |
| 1996 | Bielefeld   | FC Barcelona         | BM Granollers         | 27–24         |
| 1997 | Irún        | FC Barcelona         | CD Bidasoa            | 25–20         |
| 1998 | Barcelona   | FC Barcelona         | RK Zagreb             | 28–22         |
| 1999 | Magdeburg   | FC Barcelona         | SC Magdeburg          | 26–25         |
| 2000 | Pamplona    | Portland San Antonio | FC Barcelona          | 28–24         |
| 2001 | Kiel        | SC Magdeburg         | Portland San Antonio  | 21–20         |
| 2002 | Magdeburg   | SC Magdeburg         | Fotex KC Veszprém     | 31–30         |
| 2003 | Valladolid  | FC Barcelona         | BM Valladolid         | 30–29         |
| 2004 | Ciudad Real | RK Celje             | THW Kiel              | 30–29         |
| 2005 | León        | BM Ciudad Real       | SC Magdeburg          | 37–28         |
| 2006 | Köln        | BM Ciudad Real       | VfL Gummersbach       | 36–31         |
| 2007 | Celje       | THW Kiel             | RK Celje              | 38–34         |
| 2008 | Veszprém    | BM Ciudad Real       | MKB Veszprém KC       | 32–28         |

### Flest titlar
- 5 titlar: FC Barcelona ( Spanien).
- 3 titlar: SC Magdeburg ( Tyskland), BM Ciudad Real ( Spanien).
- 2 titlar: VfL Gummersbach ( Tyskland).
- 1 titel: Portland San Antonio ( Spanien), Celje ( Slovenien), THW Kiel ( Tyskland), TV Großwallstadt ( Tyskland), SC Empor Rostock ( Tyskland).